# Viļaka
Viļaka (hist. Marienhausen) – miasto na Łotwie w Łatgalii, w novadsie Balvi, w latach 2009–2021 stolica novadsu Viļaka. 1407 mieszkańców (2-16).
Historia zamku została opisana przez kasztelana marienhauskiego Jana Augusta Hylzena.
Podczas okupacji hitlerowskiej, w lipcu roku Niemcy utworzyli getto dla żydowskich mieszkańców. Przebywało w nim około 400 osób. W sierpniu 1941 roku Niemcy zlikwidowali getto, a Żydów zamordowano w lesie przy drodze do Kozukolns. Sprawcami zbrodni byli Łotysze z Rygi  z tzw. komando Arajsa miejscowa „samoobrona”. .